# Isopogon

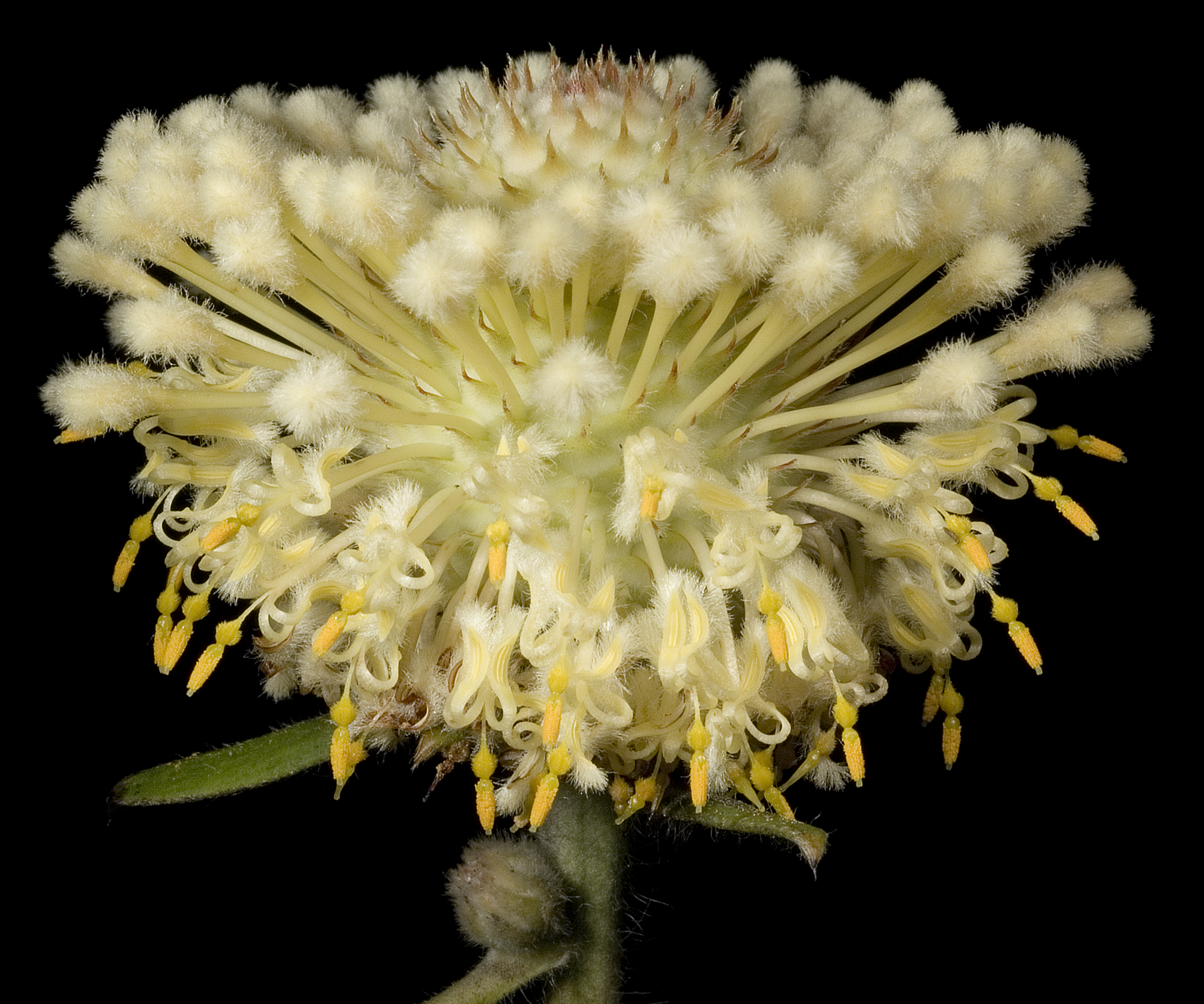
Isopogon sphaerocephalus

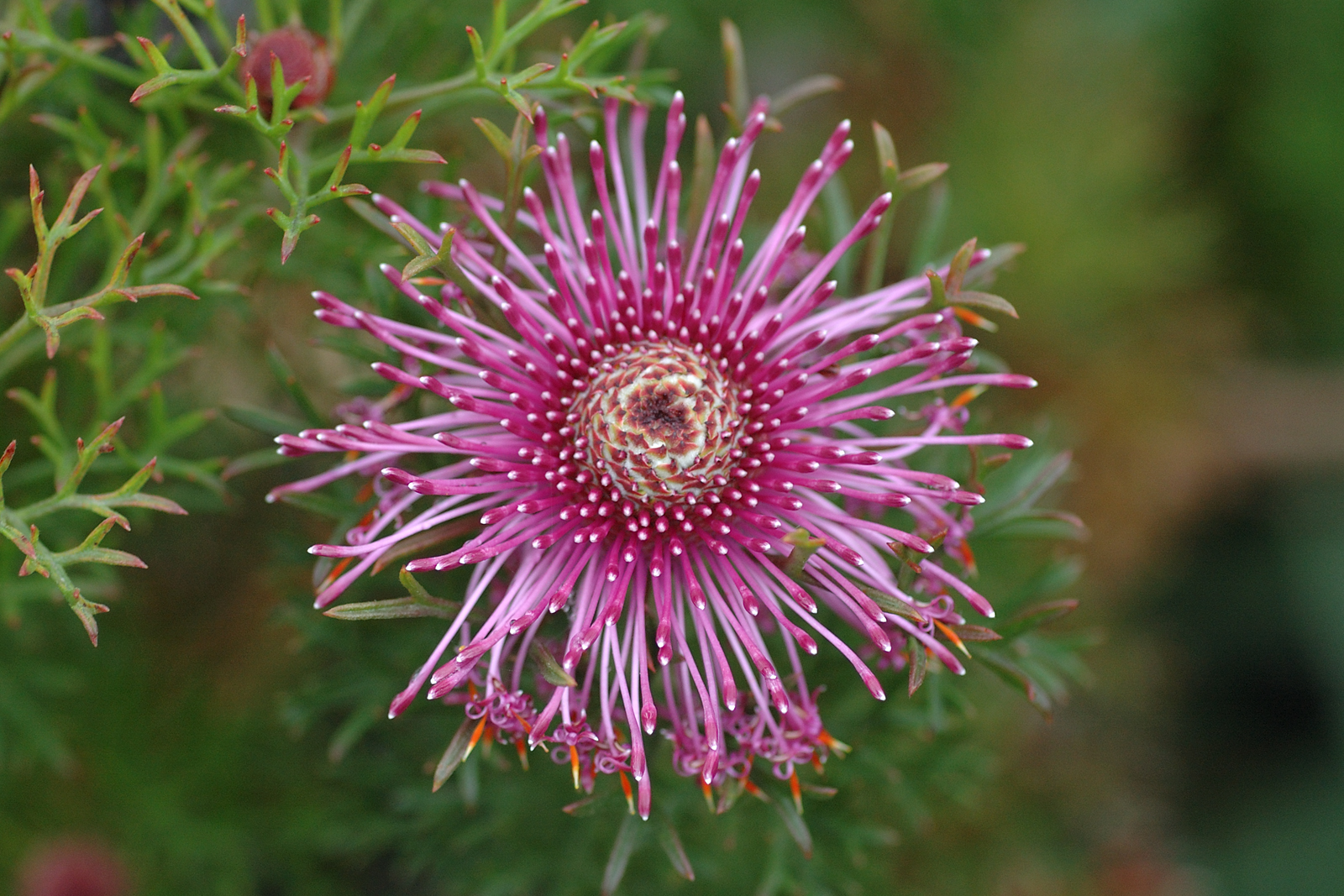
Isopogon formosus

Isopogon R. Br. ex Knight – rodzaj roślin z rodziny srebrnikowatych (Proteaceae). Obejmuje 38 gatunków. Rośnie naturalnie w Australii w stanach Australia Zachodnia, Australia Południowa, Queensland, Nowa Południowa Walia oraz Wiktoria.

## Etymologia
Nazwa rodzajowa pochodzi z języka greckiego i oznacza równy („iso”) i broda („pogon”). Nazwa ta odnosi się do kępek włosów na wierzchołku okwiatu niektórych gatunków lub od włosow mniej więcej równej długości pokrywających owoce tego rodzaju. 

## Morfologia
PokrójWiecznie zielone małe drzewa lub krzewy. Dorastają do 5 m wysokości.
LiścieSkórzaste, czasami mogą być różnych kształtów na tej samej roślinie – zarówno małe jak i bardzo duże. Mogą być nagie, jak i owłosione, całobrzegie. Pozbawione są przylistków.
KwiatyZebrane w kwiatostanach, ułożone naprzemianlegle, posiadają podsadki. Kwiatostany są gęste i mają kulisty lub jajowaty kształt.
OwoceSpadają z rośliny przed następnym sezonem wegetacyjnym. Niemięsiste, owłosione. Owocnia nie pęka samoczynnie. Nasiona nie posiadają bielma. Zarodki posiadają 2(–8) liścienie.

## Biologia i ekologia
Rośliny dwupienny. Mezofityczne (przystosowane do klimatu umiarkowanie wilgotnego) lub kserofityczne. Kwiaty są zapylane przez owady. 

## Systematyka
Pozycja i podział rodziny według Angiosperm Phylogeny Website (aktualizowany system APG IV z 2016)
Rodzaj z rodziny srebrnikowatych stanowiącej grupę siostrzaną dla platanowatych, wraz z którymi wchodzą w skład rzędu srebrnikowców, stanowiącego jedną ze starszych linii rozwojowych dwuliściennych właściwych. W obrębie rodziny rodzaj stanowi klad bazalny w plemieniu Leucadendreae P.H. Weston & N.P. Barker, 2006. Plemię to klasyfikowane jest do podrodziny Proteoideae Eaton, 1836.
Wykaz gatunków
- Isopogon adenanthoides Meisn.
- Isopogon alcicornis Diels
- Isopogon anemonifolius (Salisb.) Knight
- Isopogon anethifolius (Salisb.) Knight
- Isopogon asper R.Br.
- Isopogon attenuatus R.Br.
- Isopogon autumnalis Rye & T.D.Macfarl.
- Isopogon axillaris R.Br.
- Isopogon baxteri R.Br.
- Isopogon buxifolius R.Br.
- Isopogon ceratophyllus R.Br.
- Isopogon crithmifolius F.Muell.
- Isopogon cuneatus R.Br.
- Isopogon dawsonii R.T.Baker
- Isopogon divergens R.Br.
- Isopogon drummondii Hügel ex Jacques
- Isopogon dubius (R.Br.) Druce
- Isopogon fletcheri F.Muell.
- Isopogon formosus R.Br.
- Isopogon gardneri Foreman
- Isopogon inconspicuus (Meisn.) Foreman
- Isopogon latifolius R.Br.
- Isopogon linearis Meisn.
- Isopogon longifolius R.Br.
- Isopogon mnoraifolius McGill.
- Isopogon panduratus Hislop & Rye
- Isopogon petiolaris A.Cunn. ex R.Br.
- Isopogon polycephalus R.Br.
- Isopogon prostratus McGill.
- Isopogon pruinosus Hislop & Rye
- Isopogon robustus Foreman ex N.Gibson
- Isopogon scabriusculus Meisn.
- Isopogon sphaerocephalus Lindl.
- Isopogon teretifolius R.Br.
- Isopogon tridens (Meisn.) F.Muell.
- Isopogon trilobus R.Br.
- Isopogon uncinatus R.Br.
- Isopogon villosus Meisn.